# アーサー・アレキサンダー
アーサー・アレキサンダー (Arthur Alexander)は、アメリカ合衆国の歌手。本国アメリカではヒットこそはしなかったが、ザ・ビートルズやザ・ローリング・ストーンズ等のイギリスのグループがこぞってカバーし、イギリスのバンドに影響を与えた歌手の一人としても認知度が高い。
ソウルミュージックの歌手の中でも取り分け、優しさと悲しみを兼ね備えており、作風もメロウである。
また、音楽評論家のジェイソン・アンケニーは、"カントリー・ソウルの開拓者であるが、殆ど知られていない。"と述べている。

## 来歴
アラバマ州シェフィールド生まれ。スパー・ミュージックでジューン・アレキサンダーの名で「サリー・スー・ブラウン」を録音する。
1961年、ドット・レコードに所属し、本名に戻し「ユー・ベター・ムーヴ・オン」で再デビューする。チャートの24位という中ヒットを出したが、このシングルはアレキサンダー事実上最大のヒット曲となっている。
3枚目の「アンナ」はチャートの68位と奮わなかったが、R&Bチャートでは10位を記録する。
その後もアメリカではヒットが出ず、レコード会社も変えたがヒットシンガーとしては大成しなかった。1975年、スティーブ・アライモがアレキサンダーから提供された「エブリデイ・アイ・ハフ・トゥ・クライ」を録音し、チャートの45位を記録する。しかし、既に彼は音楽界から身を引きバスの運転手をしており、本格的な活動は再開していない。
そして長いブランクを経て、1993年にアルバム『ロンリー・ジャスト・ライク・ミー』を発表し、本格的に活動を再開し始めたその矢先、6月9日に心臓発作で53歳で死去する。

## イギリスでの評価
アレキサンダーの曲は、アメリカではヒットせず、イギリスにおいても知られていなかったが、ザ・ビートルズは1962年頃、他のバンドとは違ったライブのレパートリーを求めてレコードを聴きあさり、アレキサンダーにたどり着いた。
1963年発表のデビュー・アルバム、『プリーズ・プリーズ・ミー (アルバム)』では「アンナ」をカバーする。また、『ザ・ビートルズ・ライヴ!! アット・ザ・BBC』では「ア・ショット・オブ・リズム・アンド・ブルース」「ソルジャー・オブ・ラヴ」の2曲をカバーしている。また、1977年発売の『デビュー! ビートルズ・ライヴ'62』では「ホエア・ハヴ・ユー・ビーン・オール・マイ・ライフ」をカバーしている。
ジェリー&ザ・ペースメイカーズは「ア・ショット・オブ〜」「ホエア・ハヴ・ユー・ビーン〜」の2曲をカバーしている。
ザ・ローリング・ストーンズ、ホリーズは「ユー・ベター・ムーヴ・オン」をカバーしている。
この様に、多数のグループがカバーした事から、チャック・ベリーやラリー・ウィリアムズと同じイギリスのバンドに影響を与えた歌手の一人として評価が高い。